# Filip De Man
Filip De Man (ur. 11 listopada 1955 w Roeselare) – belgijski i flamandzki polityk, długoletni poseł krajowy, deputowany do Parlamentu Europejskiego IX kadencji.

## Życiorys
Kształcił się na Vrije Universiteit Brussel. Ukończył studia z zakresu filozofii i literaturoznawstwa. Zaangażował się w działalność nacjonalistycznego i separatystycznego Bloku Flamandzkiego. Po jego rozwiązaniu w 2004 został członkiem Interesu Flamandzkiego. Zajął się działalnością dziennikarską, m.in. jako redaktor prasy partyjnej.
W 1991 uzyskał po raz pierwszy mandat posła do federalnej Izby Reprezentantów. Z powodzeniem ubiegał się o reelekcję w kolejnych wyborach (1995, 1999, 2003, 2007 i 2010), zasiadając w niższej izbie belgijskiego parlamentu do 2014. W latach 90. został także radnym miejskim w Vilvoorde, od 1992 do 1995 był członkiem rady Regionu Flamandzkiego. W wyborach w 2019 został natomiast wybrany w skład Parlamentu Europejskiego IX kadencji.